# Myersina yangii
 Myersina yangii es una especie de peces de la familia de los Gobiidae en el orden de los Perciformes.

## Distribución geográfica
Se encuentra en Taiwán y al oeste de Tailandia.

## Observaciones
Es inofensivo para los humanos.